# Preskryptywizm (metaetyka)
Preskryptywizm (łac. praescribere „przepisywać, ordynować”) – pogląd metaetyczny głoszący, że funkcją sądów moralnych jest funkcja preskryptywna, nakazująca określone postępowanie. Jego twórcą i głównym przedstawicielem był angielski filozof Richard M. Hare. Zalicza się do nonkognitywizmu.